# Franz Hagenhofer

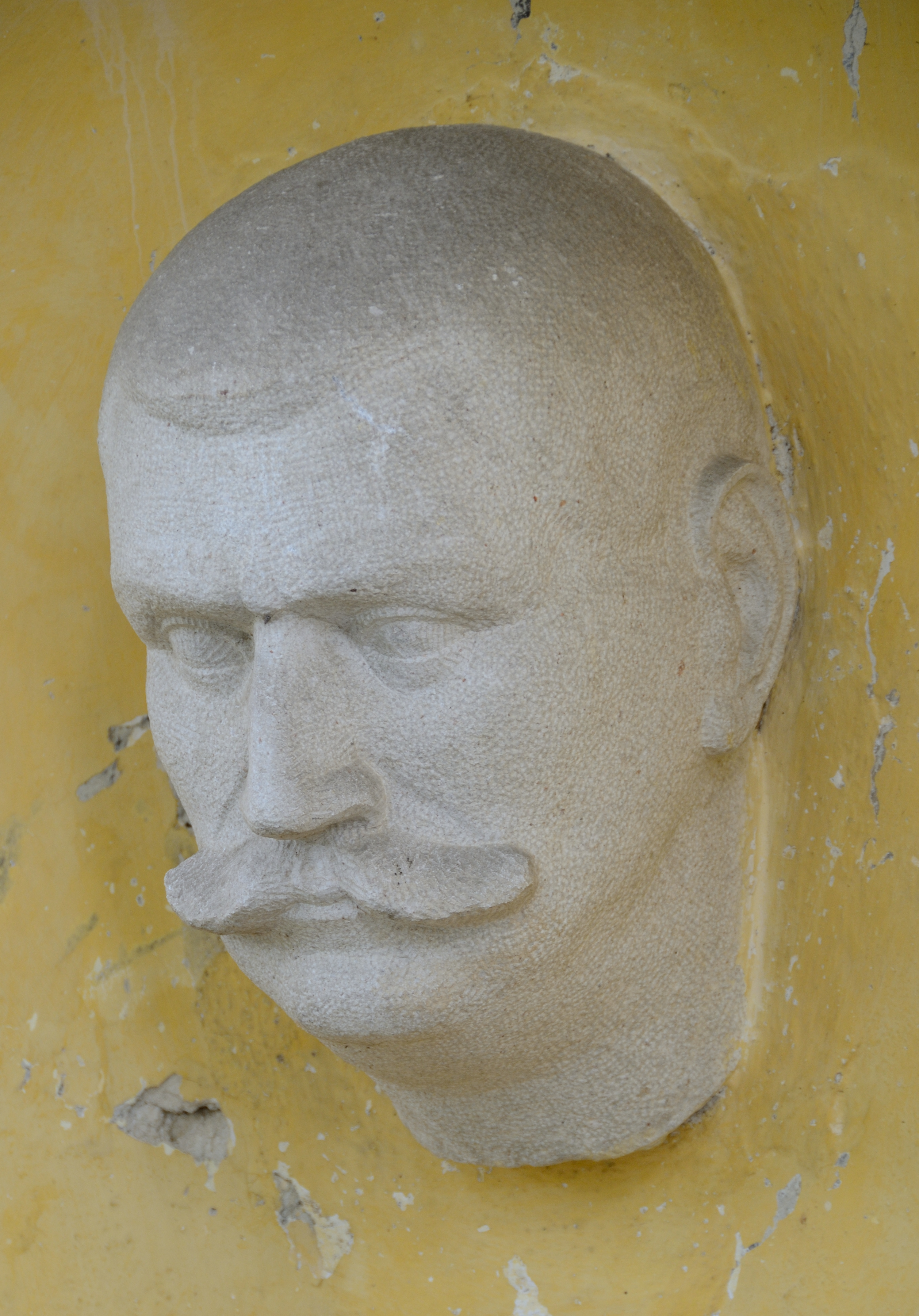
Franz Hagenhofer Denkmal in der Landwirtschaftsschule im Schloss Kirchberg am Walde, Grafendorf bei Hartberg.

Franz Hagenhofer (* 28. September 1855 in Safenhof; † 5. April 1922 in Kaindorf) war ein österreichischer Landwirt und Politiker (CS). Hagenhofer war Mitglied der Provisorischen Nationalversammlung, Abgeordneter zum Reichsrat, Abgeordneter zum Steiermärkischen Landtag sowie Landesrat in den steiermärkischen Landesregierungen Kaan und Rintelen I.
Hagenhofer war nach dem Besuch der Volksschule in Kaindorf als Landwirt tätig. Nachdem er 1884 die väterliche Wirtschaft übernommen hatte, wurde er Gemeindevorsteher von Kopfing bei Kaindorf und übte dieses Amt 18 Jahre lang aus. Hagenhofer war in der Folge ab 1882 Vertreter in der Bezirksvertretung Hartberg und zog 1886 in den Steiermärkischen Landtag ein. Zudem wurde er 1889 in den Reichsrat gewählt. Im Landtag übernahm Hagenhofer die Führung und Organisation der konservativen Bauernschaft, wobei er auch als Obmann und Gründer des Katholisch-konservativen Bauernbundes für Mittel- und Obersteiermark fungierte. Zudem hatte er das Amt des Präsidenten der Bauernvereinskasse inne und initiierte als Landes-Ausschussbeisitzer 1909 zahlreiche Agrargesetze. Bekannt wurde Hagenhofer 1908 durch den sogenannten „Bauernsturm“ auf die Universität Graz, als er einen Protestzug von 200 Bauern anführte, nachdem die freiheitliche Studentenschaft das Erscheinen eines katholischen Verbindungsstudenten in Farben verhindert hatte.
Nach dem Ersten Weltkrieg gehörte Hagenhofer vom 21. Oktober 1918 bis zum 16. Februar 1919 der Provisorischen Nationalversammlung an. Zudem war er vom 6. November 1918 bis zum 25. Februar 1920 Landesrat in der Steiermark. 1920 trat Hagenhofer aus gesundheitlichen Gründen von seinen Ämtern zurück.